# Kopajkošara
Kopajkošara (izvirno srbsko Копајкошара) je naselje v Srbiji, ki upravno spada pod Občino Svrljig; slednja pa je del Niškega upravnega okraja.

## Demografija
V naselju živi 111 polnoletnih prebivalcev, pri čemer je njihova povprečna starost 66,0 let (63,6 pri moških in 68,3 pri ženskah). Naselje ima 60 gospodinjstev, pri čemer je povprečno število članov na gospodinjstvo 1,87.
To naselje je popolnoma srbsko (glede na rezultate popisa iz leta 2002), a v času zadnjih treh popisov je opazno zmanjšanje števila prebivalcev.
|  |

| Demografija | Demografija     | Demografija     |
| Leto        | Št. prebivalcev | Št. prebivalcev |
| ----------- | --------------- | --------------- |
|             |                 |                 |
|             |                 |                 |
|             |                 |                 |
|             |                 |                 |
| 1948        | 544             |                 |
| 1953        | 562             |                 |
| 1961        | 478             |                 |
| 1971        | 423             |                 |
| 1981        | 297             |                 |
| 1991        | 190             | 190             |
| 2002        | 112             | 112             |
|             |                 |                 |

| Etnična sestava po popisu iz leta 2002 | Etnična sestava po popisu iz leta 2002 | Etnična sestava po popisu iz leta 2002 | Etnična sestava po popisu iz leta 2002 | Etnična sestava po popisu iz leta 2002 |
| -------------------------------------- | -------------------------------------- | -------------------------------------- | -------------------------------------- | -------------------------------------- |
| Srbi                                   | Srbi                                   |                                        | 112                                    | 100,0%                                 |
| Neznano                                | Neznano                                |                                        | 0                                      | 0,0%                                   |